# أحمد غالب محمد الجابري
أحمد غالب محمد الجابري (1936 - 2024) هو شاعر يمني، يُعد من شعراء العامية البارزين، وله قصائد بالفصحى، ولد في عام 1936 في عدن، وتلقى دراسته الأولية فيها. ثم سافر عام 1953 إلى القاهرة. وأكمل هناك دراسته الثانوية. والتحق بعدها بجامعة القاهرة كلية التجارة قسم إدارة أعمال. وتخرج منها 1966. انتقل إلى تعز 1972 وعمل بالتجارة. وعين مستشاراً لصحيفة 14 أكتوبر عام 1993.
كتب الشاعر الجابري قصائده الغنائية باللهجات العدنية، واللحجية، والبدوية، والحضرمية، والصنعانية، والتعزية بخصوصيتها الحجرية. وغنّى له الفنانون محمد مرشد ناجي، وأحمد بن أحمد قاسم، وأيوب طارش، وعبد الباسط عبسي، ومحمد سعد عبدالله، ونبيهة عزيم، وطه فارع، وبهجة نعمان، وعصام خليدي، وغيرهم من الفنانين اليمنيين.

## وفاته
عاش أيامه الأخيرة في منطقة ريفية بمنطقة الراهدة التابعة إداريا لمديرية دمنة خدير (جنوب شرق تعز)، وكان الجابري قد نقل في منتصف أغسطس 2023م للعلاج إلى القاهرة على نفقة الحكومة الشرعية بعد تدهور وضعه الصحي ومناشدات كثيرة أطلقها تلاميذه ومحبوه لإنقاذه. توفي الشاعر أحمد الجابري في صنعاء بعد معاناة مع المرض،، يوم السبت الموافق 6 يناير 2024عن عمر ناهز السابعة والثمانين عاماً.